# Ольборг (авіабаза)
Авіабаза Ольборг, розташована у містечку Вадум, поблизу міста Ольборг, на честь якого вона названа, є однією з баз Королівських ПС Данії.

## Історія
Авіабаза Ольборг була створена разом з аеропортом Ольборг у 1938 році для обслуговування першого внутрішнього авіарейсу Данії між Ольборгом і Копенгагеном. Авіабаза була створена після тиску з боку портландцементного заводу в Ольборзі, оскільки місцева влада не бажала інвестувати в інфраструктуру повітряного руху.
Коли 9 квітня 1940 року Німеччина напала на Данію, Люфтваффе розпочало одну з перших в історії повітряних операцій, під час якої десантники захопили аеропорт. Він вважався вирішальним елементом у транспортуванні військ і техніки з Німеччини до Норвегії, оскільки служив базою дозаправки для транспортних літаків Люфтваффе, зокрема Junkers Ju 52/3m під час Норвезької кампанії.
13 серпня 1940 року над аеропортом відбувся повітряний бій, коли ескадрилья бомбардувальників Королівських ПС Брістоль Бленхейм атакувала німецькі літаки, що базувалися там. Одинадцять атакуючих літаків були збиті вогнем німецьких зенітних установок або винищувачів Messerschmitt Bf 109.
Люфтваффе значно розширило аеропорт, який воно назвало Fliegerhorst Aalborg West, зі 140 до 2750 гектарів. Після війни на цьому місці був створений табір інтернованих для балтійських німців.
Коли Королівські ПС прибули до аеропорту в 1945 році, більшість військового та аеропортового обладнання, включаючи літаки, було знищено. Сучасна авіабаза була створена в 1952 році на північ від цивільного аеропорту.